# Kinne-Kleva församling
Kinne-Kleva församling var en församling i Skara stift och i Götene kommun. Församlingen uppgick 1992 i Kleva-Sils församling. 

## Administrativ historik
Församlingen har medeltida ursprung. Namnet var före 12 april 1889 Kleva församling.
Församlingen var till 1 juni 1929 moderförsamling i pastoratet (Kinne-)Kleva och Sil för att därefter till 1992 vara annexförsamling i pastoratet Husaby, Skälvum, Ova, Kinna-Kleva och Sil. Församlingen uppgick 1992 i Kleva-Sils församling.

## Kyrkor
- Kinne-Kleva kyrka